# Megatropis coccineolinea
Megatropis coccineolinea är en insektsart som beskrevs av Frederick Arthur Godfrey Muir 1913. Megatropis coccineolinea ingår i släktet Megatropis och familjen Derbidae. Inga underarter finns listade i Catalogue of Life.